# Agoraea boettgeri
Agoraea boettgeri är en fjärilsart som beskrevs av Rothschild 1909. Agoraea boettgeri ingår i släktet Agoraea och familjen björnspinnare. Inga underarter finns listade i Catalogue of Life.